# Alexandru Tătaru
Alexandru Tătaru (n. 29 martie 1935) a fost un opozant al regimului comunist.

## Biografie
Alexandru Tătaru s-a născut la 29 martie 1935 în București. După absolvirea liceului Cantemir Vodă din București, s-a înscris la Facultatea de Arhitectură din București. În perioada când era student în anul III a participat la mișcările revendicative ale studenților din București în 1956 (vezi Mișcările studențești din București din 1956). A fost printre organizatorii unei manifestații de solidaritate în Piața Universității, programat pentru ziua de 15 noiembrie 1956. Studenții urmau să ceară satisfacerea unor revendicări cu caracter politic și social; era însă prevăzută și posibilitatea de transformare a manifestației într-o mișcare de răsturnare a regimului comunist, în cazul în care numărul participanților era mare. A fost arestat la 10 noiembrie 1956, fiind judecat în lotul "Ivasiuc". Prin sentința Nr. 481 din 1 aprilie 1957 a Tribunalului Militar București a fost condamnat la 18 luni închisoare corecțională. A fost eliberat la  15 iunie 1958, după expirarea pedepsei. Prin decizie  a Ministerului Afacerilor Interne i s-a fixat domiciliu obligatoriu în localitatea Răchitoasa (azi dispărută, situată în apropiere de Giurgeni din județul Ialomița) pe o durată de un an. 
După eliberare a lucrat ca lăcătuș-montor în construcții. A obținut aprobarera de a-și continua studiile de arhitectură în 1970. A lucrat apoi în calitate de arhitect la Cooperativa Deservirea din București, fiind ulterior angajat la diferite institute de proiectare. A făcut parte din colectivul de proiectare al mai multor clădiri importante printre care Teatrul Național din București și Casa de Cultură din Suceava.